# Can Geimir
Can Geimir és una masia de Dosrius (Maresme) inclosa en l'Inventari del Patrimoni Arquitectònic Català.

## Descripció
És una masia, situada sobre la riera d'Argentona, que presenta el tipus I i II de la classificació. La del grup II, amb la teulada de frontó per la façana principal, conserva la part més autèntica de la casa: portal rodó, d'onze dovelles, i finestra gòtica de forma conopial. A la façana principal hi a un contrafort. Els quatre cossos que formen l'edifici contenen portes i finestres emmarcades amb carreus de granit. Hi ha un altre cos separat de la resta, construït no fa gaires anys amb materials nous, que espatlla el conjunt.

## Història
Fins fa pocs anys la casa era propietat del marquès de Castelldosrius, Don Fèlix de Sentmenat i Güell. Aquest marquesat fou adquirit el 1696 per un membre destacat de la família, Manuel de Sentmenat-Oms de Santapau i de Lanuza (1651-1710) també nomenat gran d'Espanya i virrei del Perú.